# Glacier Sibelius
Le glacier Sibelius est un glacier de 19 km de long et de 10 km de large qui s'épanche vers le sud dans le piémont de glace Mozart (en) à 16 km au sud-ouest du mont Stephenson situé dans la partie nord de l'île Alexandre-Ier, en Antarctique. Il est photographié depuis les airs et cartographié de façon approximative lors de l'expédition British Graham Land en 1937 puis de façon plus précise en 1960 par D. Searle du Falkland Islands Dependencies Survey d'après des photographies aériennes prises pendant l'expédition Ronne (1947–48).
Le glacier est nommé par l'UK Antarctic Place-Names Committee d'après le compositeur finlandais Jean Sibelius (1881–1945).